# Gonzalo Menéndez (conde)

La península ibérica a la muerte de Bermudo II.

Gonzalo Menéndez (c. 925-997), Gonzalo Méndez y Gonçalo Mendes en portugués, fue un conde miembro de la más alta nobleza galaicoportuguesa que vivió en una época turbulenta marcada por las sublevaciones de la nobleza, las incursiones de los vikingos y las razias y devastación infligida por los ejércitos musulmanes liderados por Almanzor.
Opositor de los reyes Sancho I «el Craso» y Ramiro III, fue uno de los nobles que apoyaron y auparon al trono primero al rey Ordoño IV, y después a Bermudo II de León. Su nieta, Elvira Menéndez, fue la esposa del rey Alfonso V y madre del rey Bermudo III y de la reina Sancha de León. Después de servir al rey Bermudo en el cargo de armiger regis a partir de 993 y ejercer el gobierno de Braga, murió en 997 durante la campaña de Almanzor contra Santiago de Compostela.

## Esbozo biográfico

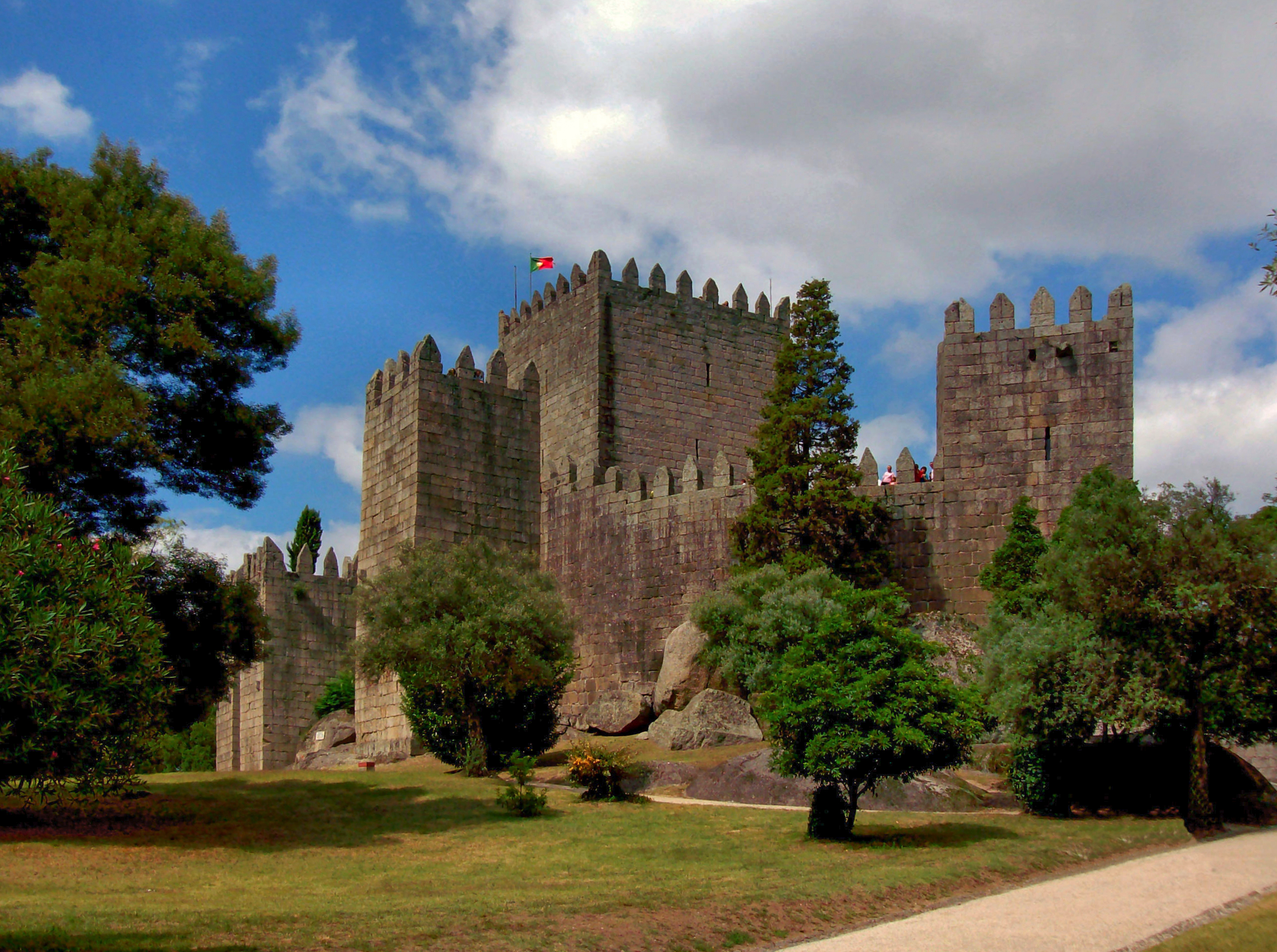
Castillo de Guimarães, mandado construir por Muniadona Díaz, la madre del conde Gonzalo

### Relaciones familiares
Gonzalo era hijo de los condes Hermenegildo González, importante magnate gallego, y de Muniadona Díaz, que ejerció el gobierno del Condado Portucalense a la muerte de su esposo y fue la fundadora del 
monasterio de San Mamés (Mamede en portugués), también conocido como el monasterio de Guimarães, y la responsable de la construcción del castillo para proteger el monasterio y los pobladores de la ciudad. Sus abuelos paternos fueron el conde Gonzalo Betótez y la condesa Teresa Ériz, hija del noble Ero Fernández. Muniadona, su madre, era hija del conde Diego Fernández y de Onneca (u Onega), quien pudo ser hija de un infante o noble pamplonés y Ledegundia, posiblemente hija del rey Ordoño I de Asturias. Uno de los hermanos de Gonzalo, Ramiro Menéndez, y su mujer, Adosinda Gutiérrez, pudieron ser los padres de la reina Velasquita Ramírez, la primera esposa del rey Bermudo II.

### Carrera política
Su presencia, junto con sus hermanos Diego, Ramiro y Onneca, se registra por primera vez en 950 cuando su madre dotó el monasterio de San Mamés en Guimarães. Después de la muerte del rey Ordoño III en 956, el reino de León fue sacudido por una crisis sucesoria. A Ordoño III le sucedió, su medio hermano, Sancho I el Craso, hijo del segundo matrimonio el rey Ramiro II de León en vez de Bermudo, hijo del difunto rey que en esas fechas era menor de edad. A los dos años de su reinado, en 958 un grupo de nobles, entre ellos el conde Gonzalo Menéndez, destronaron al rey y eligieron a Ordoño IV mientras que otros nobles, incluyendo el suegro de Gonzalo, el conde Pelayo González, tomaron partido por el rey Sancho I que recuperó el trono en 960 gracias al apoyo de su abuela la reina Toda de Pamplona.
Mientras tanto, en 964, su madre permitió y estipuló las condiciones para que su hijo Gonzalo pudiera utilizar el castillo de Guimarães. En ese mismo año el conde, quien aparece por primera vez con su esposa Ilduara, donó al monasterio que había sido fundado por su progenitora las villas de Moreira de Cónegos y Castanheira que había cambiado con su cuñada Adosinda por otras dos heredades. Mantuvo su enfrentamiento con el rey Sancho quien en 966 invadió sus tierras y las devastó. Encontrándose en tierras portuguesas en ese mismo año y según relata la crónica de Sampiro, el conde Gonzalo ofreció una manzana envenenada al rey, quien falleció poco días después. La identificación del conde Gonzalo que envenenó al rey como este conde Gonzalo Menéndez no es apoyada por todos los historiadores al no indicar su patronímico y por la existencia de otro conde coetáneo llamado Gonzalo Muñoz (Moniz).

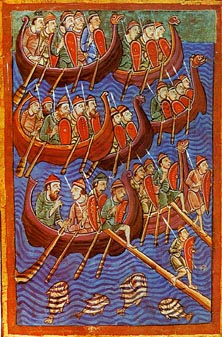
Representación de una flota vikinga del

Alrededor de 968 Gonzalo Menéndez se enfrentó a Rodrigo Velázquez, conde en Limia y poderoso magnate, en la batalla de Aguioncha. Era el desenlace de una disputa que venía de lejos entre su madre y Gontrodo, abadesa del monasterio de Pazóo, que se había apoderado indebidamente del monasterio de Santa Comba que pertenecía al monje Odoino quien imploró a Muniadona que le ayudase a recuperarlo. Muniadona, mujer de fuerte carácter, ordenó a sus hijos Gonzalo y Ramiro que obligasen a Gontrodo a devolver el monasterio, volens nolens ('quiera o no quiera'). Gonzalo venció a Rodrigo y se sospecha que pudo haber sido el responsable de la destitución del hijo de Rodrigo, Pelayo Rodríguez, como obispo de la diócesis de Iria Flavia.
El conde Gonzalo pudo haber sido uno de los magnates que envió en 971 una embajada a la corte cordobesa del califa Alhakén II según relata el historiador hispanomusulmán Ibn Hayyan en su obra Al-Muqtabis. Los embajadores del conde Gundisalb fueron Sulayman y Jalaf ibn Sad, aunque también, al no mencionar su patronímico, pudo tratarse del conde Gonzalo Muñoz.
En 981, después de la derrota de las tropas cristianas en la batalla de Rueda frente al ejército de Almanzor, el conde Gonzalo fue el primero en alzarse contra el rey Ramiro III de León, considerado ineficaz e incapaz de hacer frente a las incursiones musulmanas y a las invasiones vikingas. Gonzalo y varios magnates, la mayoría miembros de la alta nobleza gallega y del norte de Portugal, y con el visto bueno del clero, apoyaron a Bermudo II, casado con Velasquita Ramírez, probablemente sobrina del conde Gonzalo. Pocos meses después, Bermudo II se rebeló contra Ramiro III y se proclamó rey de León entre el 11 de octubre y el 22 de diciembre de 981, según consta en esta última fecha en una donación del conde, que firma gundisaluus menendiz, al monasterio de Lorvão que fue confirmada por Vermudus rex prolix domni Ordonii. Aunque el conde Gonzalo se enfrentó más tarde al rey Bermudo II, posiblemente después de haber repudiado a su primera esposa, Velasquita Ramírez, ya para 991 vuelve a roborar documentos reales como miembro de la curia regia.
Desde 993 ostentó el cargo de armiger regis y gobernó la región de Braga hasta 997, año en que murió luchando contra Almanzor cuando este invadió Santiago de Compostela.

### Matrimonio y descendencia
Entre 935 y 940 se casó con Ilduara Peláez, hija del conde Pelayo González y su esposa Ermesinda Gutiérrez, y su parienta por ser también nieta del conde Gonzalo Betótez y Teresa Ériz. De este matrimonio nacieron por lo menos cinco hijos, todos ellos documentados:
- Ramiro González, conde;[20][19]
- Rosendo González,[19] aparece con el título de conde en 1014 en un juicio donde estaba involucrada su cuñada Toda;[20]
- Menendo González,[19] conde, sucedió a su padre en el gobierno de la región de Braga y fue tutor del rey Alfonso V de León durante su minoría de edad, quien después se casó con una de sus hijas, Elvira Menéndez;[21]
- Diego González, conde;[20][19]
- Muniadona (m. 1013).[20][19]

Su primera esposa, Ilduara, habrá fallecido antes del 6 de julio de 983 cuando el conde Gonzalo ya figura casado con Ermesenda. Amplía una donación al monasterio de Guimarães y dice que si su mujer Ermesenda le sobrevive, que disfrute de la heredad de Moreira durante el resto de su vida. Ermesenda, ya viuda, vuelve a aparece en la documentación en 1108. No se conoce descendencia de este matrimonio.